# 伊斯蒂克拉爾清真寺

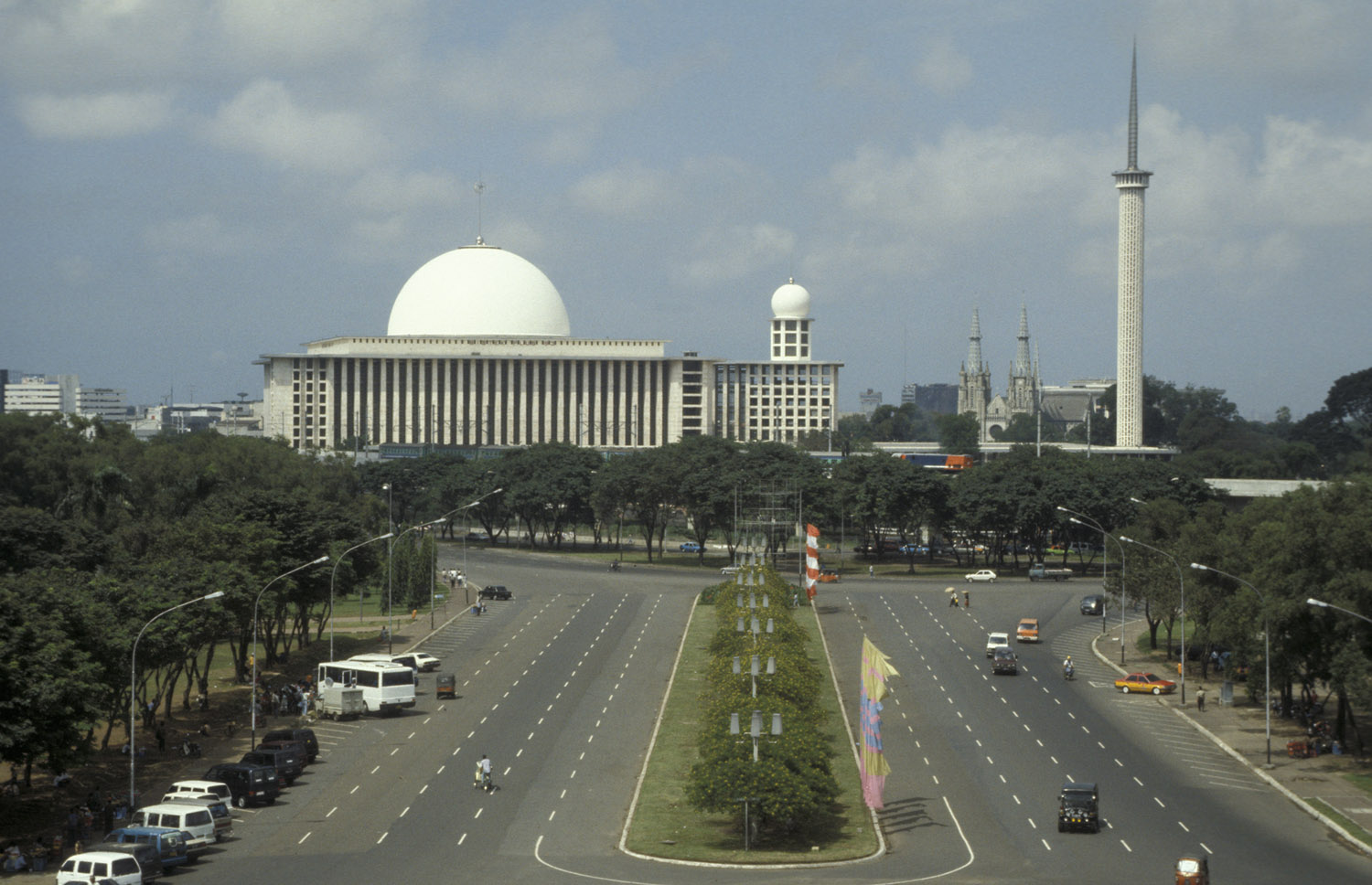
伊斯蒂克拉爾清真寺

伊斯蒂克拉爾清真寺（阿拉伯文是「獨立」的意思）是一座位於印尼首都雅加達的清真寺，為慶祝印尼獨立而興建。建築師弗雷德里克·西拉班是一名基督教徒。
清真寺於1961年8月24日奠基，1978年2月22日啟用。

## 外部連結
- （印尼文） kemenag.go.id

6°10′11″S 106°49′51″E / 6.169804°S 106.830921°E